# فيليباديسن
فيليباديسن (بالألمانية: Willebadessen) هي بلدة ألمانية تقع في هوكستر في ألمانيا. يقدر عدد سكانها بـ 8,563 نسمة .